# John Baldessari
John Baldessari (National City, 17 juni 1931 - Los Angeles, 2 januari 2020) was een Amerikaans kunstenaar en belangrijke vertegenwoordiger van de conceptuele kunst.
Hij nam tweemaal deel aan de documenta in Kassel (in 1972 en 1982). In 2008 ontving hij de BACA Award en had hij een solotentoonstelling in het Bonnefantenmuseum in Maastricht. In 2011 had hij de tentoonstelling John Baldessari. Your Vision in Lights in het tijdelijke Stedelijk Museum in Amsterdam. In 2012 ontving hij de Goslarer Kaiserring.